# Богородское (Пермский край)
Богородское — село в составе Ильинского городского округа в Пермском крае.

## Географическое положение
Село расположено в южной части округа на расстоянии примерно 5 километров по прямой на юг от поселка Ильинский.

## Климат
Климат умеренно-континентальный с продолжительной холодной и снежной зимой и коротким летом. Средняя температура января −15,0 °С. Лето умеренно-теплое. Самый теплый месяц — июль. Средняя температура июля +17,7 °С. Продолжительность холодного периода составляет 5 месяцев, теплого 7 месяцев, а смена их происходит в октябре — осенью, весной в первой половине апреля. Число дней со снежным покровом по многолетним данным составляет от 171 до 176 дней. Годовая сумма осадков — 553 мм.

## История
Село известно с 1647 года как деревня Верх Чолвы. В 1700 г. уже деревня Большая Лобанова. В XVIII веке была построена деревянная Богородицкая церковь. Вместо неё в 1835 году построена каменная Соборо-Богородицкая церковь. До 2020 входило в состав Ильинского сельского поселения Ильинского района, после упразднения которых входит непосредственно в состав Ильинского городского округа.

## Население
Постоянное население составляло 7 человек в 2002 году (86 % русские), 26 человек в 2010 году.